# Редберд Смит (Оклахома)
Редберд Смит (енгл. Redbird Smith) насељено је место без административног статуса у америчкој савезној држави Оклахома.

## Демографија
По попису из 2010. године број становника је 465, што је 54 (13,1%) становника више него 2000. године.
| Група             | 2000.       | 2010.       |
| Белци             | 309 (75,2%) | 354 (76,1%) |
| Афроамериканци    | 0 (0,0%)    | 2 (0,4%)    |
| Азијати           | 1 (0,2%)    | 3 (0,6%)    |
| Хиспаноамериканци | 5 (1,2%)    | 14 (3,0%)   |
| Укупно            | 411         | 465         |